# Поддубье (Гомельская область)
Поддубье (бел. Паддуб'е) — посёлок в Журавичском сельсовете Рогачёвского района Гомельской области Беларуси.
На севере и западе граничит с лесом.

## География

### Расположение
В 43 км на северо-восток от районного центра и железнодорожной станции Рогачёв (на линии Могилёв — Жлобин), 101 км от Гомеля.

## Транспортная сеть
Транспортные связи по просёлочной, а затем автодороге Довск — Славгород). Планировка состоит из короткой прямолинейной улицы, близкой к широтной ориентации. Застройка двусторонняя, деревянная, усадебного типа.

## История
Основан в начале XX века переселенцами из соседних деревень на бывших помещичьих землях. В 1931 году жители вступили в колхоз. В составе колхоза «XXII партсъезд» (центр — деревня Хатовня).

## Население

### Численность
- 2004 год — 19 хозяйств, 35 жителей.

### Динамика
- 2004 год — 19 хозяйств, 35 жителей.